# Corro da te
Corro da te è un film del 2022 diretto da Riccardo Milani, remake della pellicola cinematografica francese Tutti in piedi (Tout le monde debout) di Franck Dubosc.

## Trama
Gianni è un importante uomo d'affari di mezza età, piacente e affermato nella vita. Conduce una vita sentimentale di conquiste continue e non durature. Alla morte di sua madre, torna nel suo appartamento dove conosce la nuova vicina, Alessia, con cui vorrebbe mettere in atto il suo solito gioco di conquista. A causa di un fraintendimento, Alessia crede che Gianni sia disabile e gli offre assistenza, così Gianni finge di essere in sedia a rotelle. Inizialmente il gioco regge, ma ben presto le cose cambiano: a causa del suo intento con Alessia incontra Chiara, sorella di Alessia, musicista classica e tennista paraplegica. All'inizio Gianni la frequenta per una scommessa, data la fama di "conquistatore seriale" che vanta tra i suoi amici. 
Riesce nel suo intento di portarla a letto, ma ben presto si rende conto che il rapporto con Chiara è diverso dagli altri e le emozioni provate sono vere.
Nel frattempo la sua finta disabilità viene scoperta da Alessia, che gli impone di dire la verità a Chiara. Gianni ci prova, senza successo e Alessia vorrebbe dissuadere la sorella dal frequentare Gianni salvo accorgersi che Chiara ha già capito tutto da tempo ma vorrebbe vivere ancora la felicità che la relazione le sta portando, perché si sente amata e desiderata, almeno finché non sarà Gianni a dirle la verità e lei gli dirà addio.
A seguito di una serie di eventi la verità salta fuori e la storia tra lui e Chiara finisce bruscamente. Gianni cambia, prende coscienza della sua età e dei suoi sbagli, il suo modo di vedere la vita è diverso. Il dolore per la fine della storia con Chiara, la perdita dei suoi amici per i suoi sbagli e la solitudine lo portano a diventare una persona migliore. Qualche giorno dopo, durante l'allenamento, comincia a cedere per lo sforzo e la fatica e, mentre è a terra, compare Chiara che lo ha perdonato ed è pronta a ricominciare un'altra storia con lui, senza più bugie.

## Cast
Nel cast è presente anche Piera Degli Esposti che interpreta la nonna di Chiara. Questo personaggio non c'è nella versione originale, è stato scritto dal regista apposta per Piera Degli Esposti che, gravemente malata, nel film recita con i tubicini dell'ossigeno che le erano davvero necessari. È il suo ultimo film e uscirà dopo la sua morte.

## Promozione
Il primo trailer viene pubblicato l'11 gennaio 2022.

## Distribuzione
Il film è stato distribuito al cinema a partire dal 17 marzo 2022.
Ha incassato oltre 2,4 milioni di euro, è il settimo incasso più alto in Italia del 2022.